# Barak Sopé

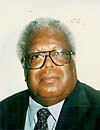
Barak Sopé (2000)

Barak Tame Sopé (* 1951) ist ein vanuatuischer Politiker und ehemaliger Premierminister von Vanuatu.

## Werdegang
1998 war Sopé Minister für Handel, Industrie, Tourismus und wirtschaftliche Entwicklung.
Am 25. November 1999 wurde er nach dem Rücktritt von Donald Kalpokas vom Parlament mit 28 zu 24 Stimmen zum Premierminister gewählt. Am 13. April 2001 wurde er dann wie einige seiner Vorgänger durch ein Misstrauensvotum gestürzt und durch den früheren Präsidenten Edward Natapei abgelöst.
Am 29. Juli 2004 berief ihn Premierminister Serge Vohor zum Außenminister. Dieses Amt behielt er jedoch nur bis zum 15. November 2004.

## Auszeichnungen
- Ordem de Timor-Leste (Insígnia 2014)[2]